# ناثان جامبل
ناثان جامبل (بالإنجليزية: Nathan Gamble)‏ مواليد 12 يناير 1998 في تاكوما، واشنطن، واشنطن، هو ممثل أمريكي بدأ مسيرته الفنية عام 2006.

## الأعمال

### أفلام
- بابل
- سي اس آي:التحقيق في موقع الجريمة
- دون أثر
- السديم
- شبح هامس
- فارس الظلام
- هاوس
- حكاية دولفين
- إن سي آي إس : لوس أنجلوس

## روابط خارجية
- ناثان جامبل على موقع IMDb (الإنجليزية)
- ناثان جامبل على موقع قاعدة بيانات الأفلام العربية
- ناثان جامبل على موقع ألو سيني (الفرنسية)
- ناثان جامبل على موقع أول موفي (الإنجليزية)
- ناثان جامبل على موقع قاعدة بيانات الأفلام السويدية (السويدية)
- ناثان جامبل على موقع قاعدة بيانات الفيلم (الإنجليزية)
- ناثان جامبل على موقع كينوبويسك (الروسية)